# 约登指数
约登J统计，也称约登指数，是一个单一统计参数，用以评价诊断结果性能。

## 定义
J = 灵敏度 +特异度 − 1

该指数于1950年由 W.J. Youden 提出  ，是总结诊断结果性能的一个参数。 